# Wallis (kanton)
Wallis of Valais, afgekort VS, (Frans: Valais; Duits: Wallis; Italiaans: Vallese; Reto-Romaans: Vallais) is een van de 26 kantons van Zwitserland. Het tweetalige kanton (Frans-Duits) ligt in het zuidwesten van het land en heeft Sion als hoofdstad.

## Geografie
Het kanton beslaat het overgrote deel van het Rhônedal tussen het begin van de rivier en het Meer van Genève met alle zijdalen en bergen tot aan de waterscheiding, en een klein gebiedje aan de zuidoostkant van de Simplonpas. De aangrenzende kantons zijn Vaud, Bern, Uri en Ticino. Daarnaast grenst Wallis aan Frankrijk en Italië.
Wallis wordt gekenmerkt door het Rhônedal. Het kanton bestaat voor het grootste deel uit hooggebergte: ten noorden van de Rhône liggen de Berner Alpen, met onder andere de bergen Bietschhorn, Jungfrau en Mönch en de Aletschgletsjer en ten zuiden de Walliser of Penninische Alpen, met onder andere de Weisshorn, Matterhorn, Dom en de Monte Rosa. De Dufourspitze (4634 m) in het Monte Rosa-massief is de hoogste berg die (deels) op Zwitsers grondgebied ligt. De Dom (4545 m) is de hoogste berg die zich geheel in Zwitserland bevindt, de piramidevormige Weisshorn (4505 m) is zeker een van de mooiste bergen van de Alpen, de Matterhorn (4478 m) zonder twijfel de bekendste. Onder de vele gletsjers spant de Aletschgletsjer de kroon: met een lengte van 23 km en een oppervlakte van 86 km² is het de grootste gletsjer van de Alpen.

## Demografische evolutie van het kanton
Bron: https://www.bfs.admin.ch/bfs/de/home/statistiken/bevoelkerung/stand-entwicklung.assetdetail.32229209.html

## Taal
Het kanton is tweetalig: de taalgrens tussen Frans (westelijk, Beneden- en Centraal-Wallis) en Duits (oostelijk, Boven-Wallis) bevindt zich tussen Sierre en Leuk. Deze grens is enigszins kunstmatig getrokken. Het eerder tweetalige Siders / Sierre is volledig Franstalig geworden.
Zelfs van de meer westelijk gelegen kantonnale hoofdplaats Sion (Duits: Sitten) heeft maar 70% het Frans als moedertaal. Toch is er geen sprake van multiculturaliteit.
Moedertaal (2002):
- Frans: 62,8%
- Duits: 28,4%
- Italiaans: 2,3%
- andere talen: 6,5%

16,9% van de bevolking van Wallis heeft geen Zwitsers paspoort (2002).

## Plaatsen en gebieden
Bekende plaatsen in Wallis: Brig - Crans-Montana - Ecône - Fiesch - Gletsch - Leuk - Leukerbad - Martigny - Monthey - Raron - Saas-Fee - Sierre - Sion - Verbier - Visp - Zermatt - Zinal

## Politiek
De Grote Raad van Wallis is het parlement bestaande uit 130 leden.
De Staatsraad van Wallis is de regering bestaande uit 5 leden.

## Verkeer
Het kanton is vanouds het gemakkelijkst te bereiken vanuit het westen, via het Rhônedal. De verbinding met de Berner Alpen in het noorden wordt gevormd door de Lötschbergtunnel en de Lötschberg-Basistunnel (beide alleen spoortunnels) en over de Grimselpas. De Nufenenpas ontsluit het kanton naar het zuidoosten (Ticino) en de Furkapas naar het oosten (Uri). Frankrijk wordt bereikt via onder andere de Col de la Forclaz. Italië is bereikbaar over de Simplonpas (tevens spoortunnel) en de Grote Sint-Bernhardpas (tevens tunnel).

## Districten
- Goms (fr Conches)
- Östlich Raron (fr Rarogne oriental)
- Brig (fr Brigue)
- Visp (fr Viège)
- Westlich Raron (fr Rarogne occidental)
- Leuk (fr Loèche)
- Sierre (de Siders)
- Sion (de Sitten)
- Conthey (de Gundis)
- Hérens (de Ering)
- Entremont
- Martigny (de Martinach)
- Saint-Maurice
- Monthey

## Geschiedenis
Eind 14e eeuw werd Wallis door graaf Amadeus VII van Savoye toegevoegd aan het rijk van Savoye. In de 16e eeuw kwam Wallis als vazalstaat van Bern bij de Zwitserse Confederatie. Na het Eerste Franse Keizerrijk trad Wallis in 1815 toe tot de Zwitserse Confederatie. De bevolking is overwegend rooms-katholiek.

## Cultuur
In Wallis zijn er tal van musea waaronder de Fondation Pierre Gianadda in Martigny, een museum met regelmatige tentoonstellingen over bekende artiesten en een oud-Romeinse site.
Ook het enige boekendorp van Zwitserland is gelegen in de Valais: Saint-Pierre-de-Clages (Chamoson). Elk jaar organiseren de boekhandelaars van het dorp "la Fête du Livre", dat soms 20.000 bezoekers lokt in de zomer.

## Toerisme
Wallis is populair onder toeristen, velen gaan er in de winter heen om te skiën. In de zomer is het geschikt om bergen te beklimmen, te wandelen en golfen. Wallis heeft een aantal grote skigebieden (zie hier) en golfbanen (zie hier).
Toeristisch belangrijke zijdalen van het Rhônedal zijn:
- Lötschental
- Val de Bagnes
- Val d'Anniviers
- Val d'Hérens. In dit gebied zijn de aardpiramides van Euseigne te vinden.
- Vispertal, waarin het Mattertal en het Saastal uitkomen.

## Vruchten, wijn en kaas

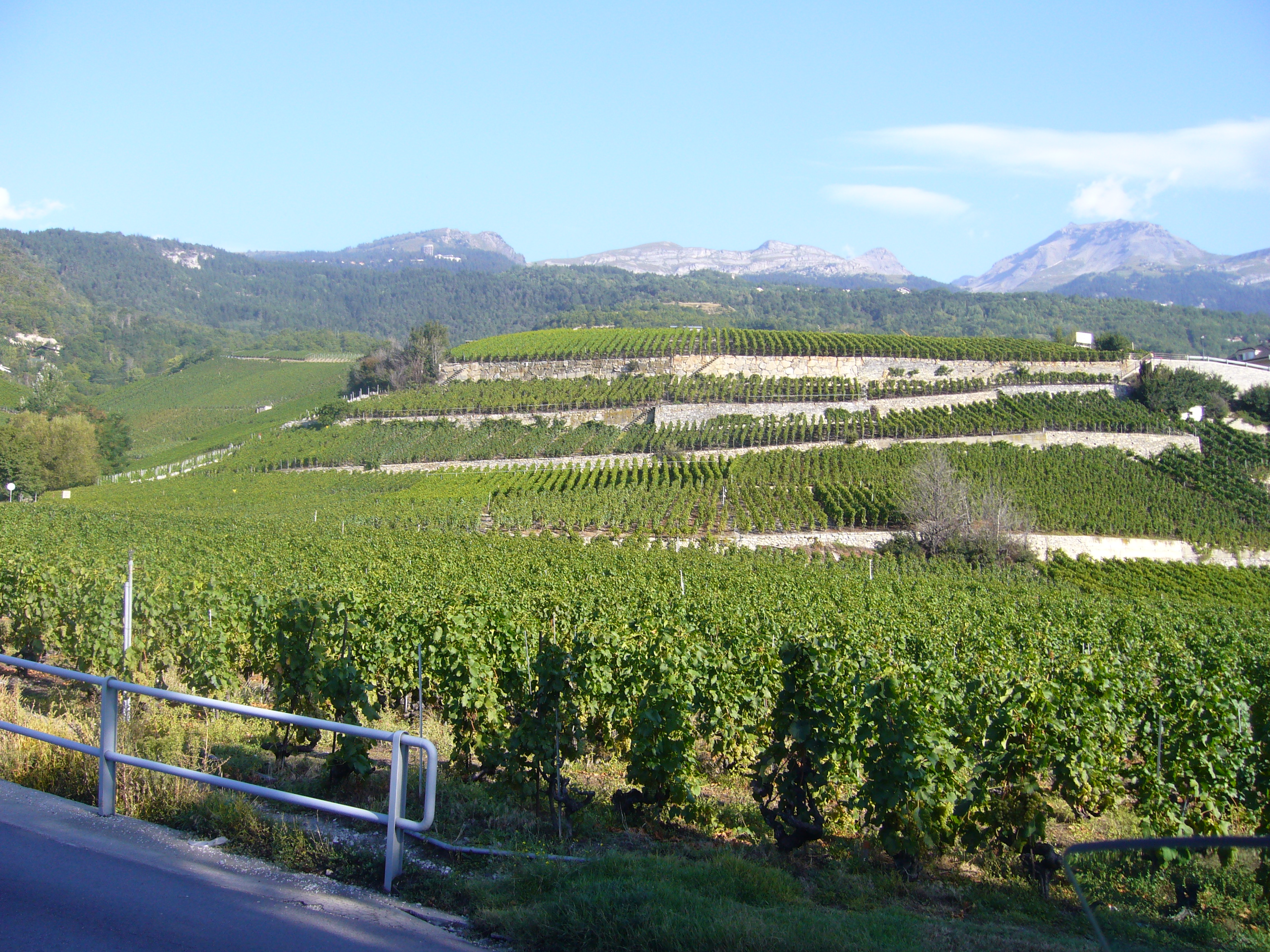
Wijnstokken boven Sierre

#### Vruchten
Wallis exporteert drie producten: vruchten, wijn en kaas. Het kanton heeft de meeste zonuren van Zwitserland en produceert veel vruchten, vooral peren, abrikozen en frambozen. Een deel van de opbrengst wordt langs de weg verkocht. Het bekendste product is de Poire William, waar de poire Williamine van gemaakt wordt. In 2001 heeft Poire William het AOC-label, Appellation d’Origine Contrôlée, gekregen.

#### Wijn

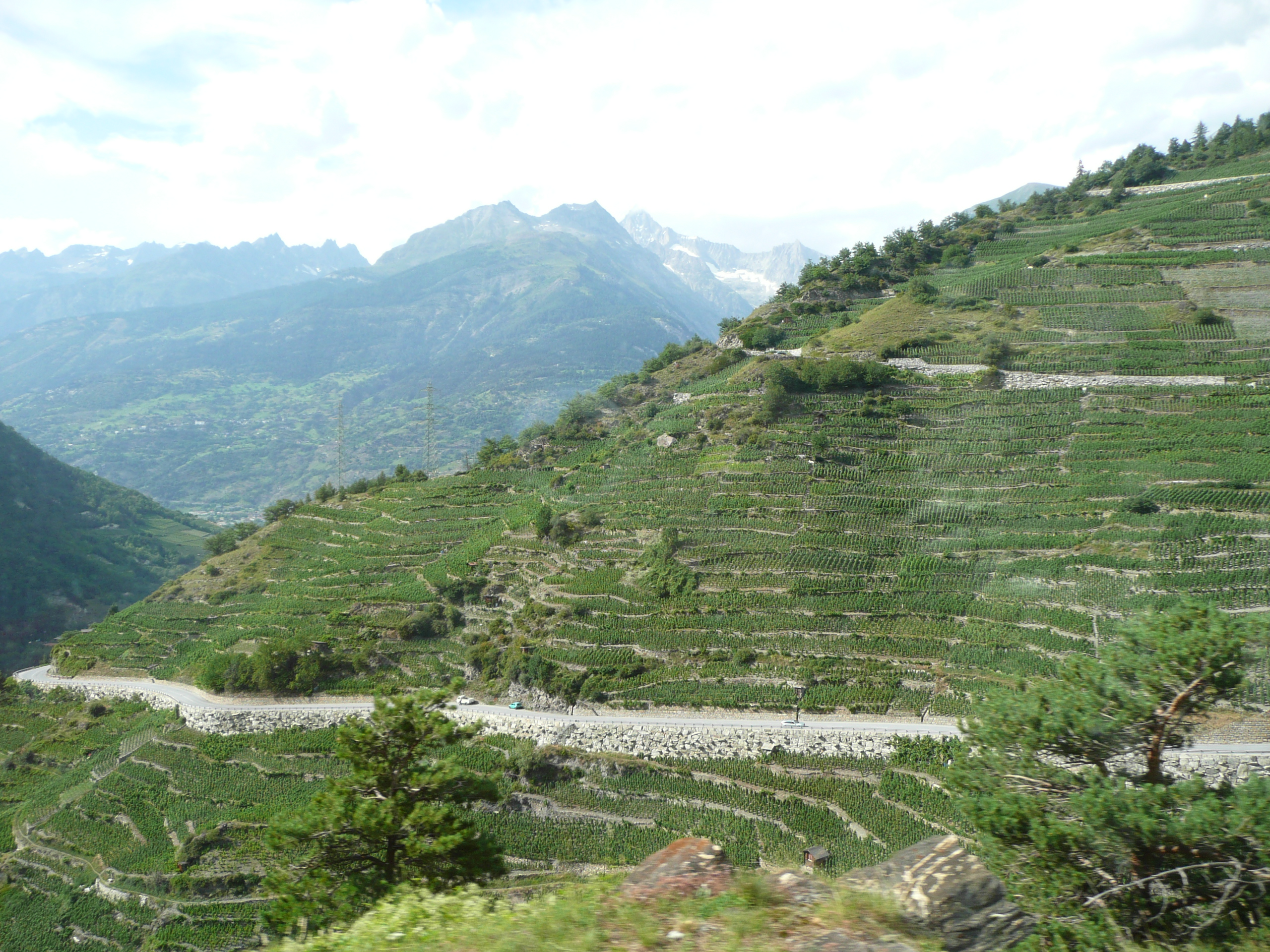
De hooggelegen wijngaarden van Visperterminen

Ongeveer 40% van de Zwitserse wijn komt uit Wallis. Er is ruim 5.000 ha wijngaarden.
Bekend is vooral de witte wijn gemaakt van de druif Chasselas. Hier Fendant genoemd.
De rode Dôle wordt gemaakt van Pinot noir en Gamay.
Van de witte Petite Arvine zowel een droge als een zoete variant.
Ook op de rotsachtige heuvels op grote hoogte groeien veel wijnstokken. In Visperterminen tot bijna 1000 meter.

#### Kaas

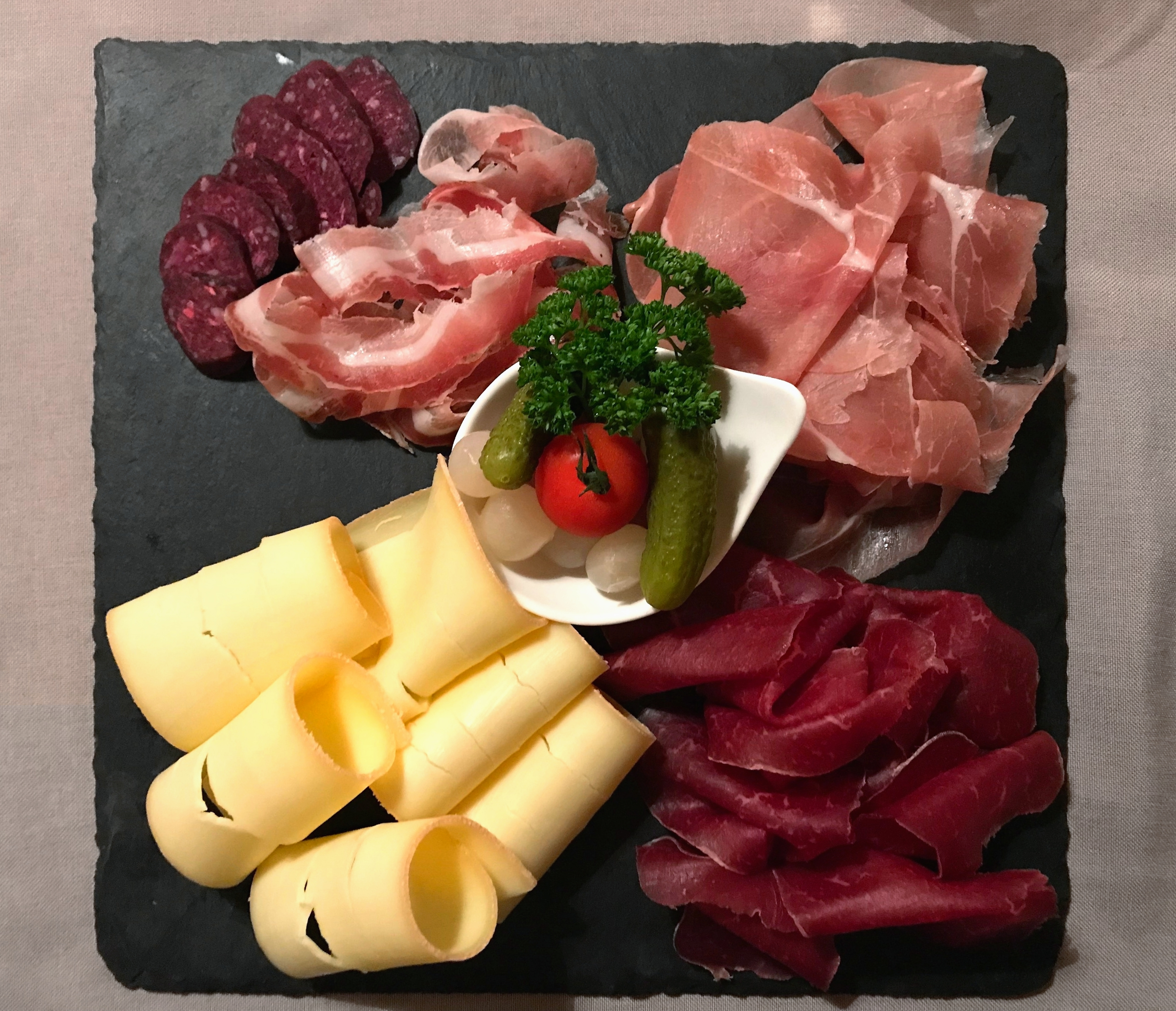
Walliser teller met gedroogd rundsvlees, alpenkaas, augurken en zilveruitjes

Zwitserland kent ruim 400 eigen kaassoorten, waarvan een deel uit Wallis komt. 

Raclette wordt veel in volksgerechten gebruikt en alleen gesmolten gegeten. Ook de kaasfondue komt uit Wallis en behoort tot de nationale gerechten. De kaasfondue wordt gemaakt van een mengsel van Gruyère en Emmentaler, dus kazen die niet uit Wallis komen.

Wallis staat bekend om zijn gedroogd rundvlees (Viande sêché, Bünderfleisch), dat in heel dunne plakjes gegeten wordt, meestal vergezeld van augurken en zilveruitjes.